# ایبوسوکی، کاگوشیما
ایبوسوکی در استان کاگوشیما در کشور ژاپن  واقع شده‌است  که دارای جمعیت ۴۵٬۴۵۵ نفر و مساحت ۱۴۹٫۰۱ کیلومتر مربع با تراکم جمعیت ۳۰۵  نفر در کیلومترمربع است و در تاریخ ۱ آوریل ۱۹۵۴ به عنوان شهر شناخته شد.